# William Wallace (Szenenbildner)
William Gemmell Wallace (* 9. August 1906 in Central Falls, Rhode Island; † 4. November 1968 in Los Angeles, Kalifornien) war ein US-amerikanischer Filmarchitekt.

## Leben und Wirken
Wallace begann seine filmische Laufbahn als Requisiteur bei Warner Bros. Nach dem Zweiten Weltkrieg setzte ihn dieselbe Firma als Filmarchitekten ein. In dieser Funktion betreute Wallace zahlreiche Unterhaltungsproduktionen, in denen altgediente Warner-Stars wie Errol Flynn, Humphrey Bogart und John Wayne mitwirkten. Für die von ihm und dem Kollegen Robert M. Haas entworfenen bzw. umgesetzten Filmbauten zu dem Melodram Schweigende Lippen erhielt Wallace 1949 eine Oscarnominierung. 1954 und 1955 war er auch an den Kulissen zu den ersten beiden großen James-Dean-Erfolgen Jenseits von Eden und … denn sie wissen nicht, was sie tun beteiligt.
Ab Mitte der 1950er Jahre begann für den Ostküstenamerikaner, der im Vorspann auch häufig als William G. Wallace geführt wurde, das Fernsehen an Bedeutung zu gewinnen. Bis zu seinem Tod im Herbst 1968 betreute er die Szenenbilder zu Dauerbrennern wie den Westernserien Cheyenne, Maverick, Lawman sowie 1966/67 zu F Troop, seine letzte Arbeit.

## Filmografie (Auswahl)
- 1947: Ehebruch (The Unfaithful)
- 1948: Der Herr der Silberminen (Silver River)
- 1948: Schweigende Lippen
- 1948: Die Braut des Monats (June Bride)
- 1949: Der Mann ihrer Träume
- 1950: Des Teufels Pilot (Chain Lightning)
- 1950: Gesetzlos (Backfire)
- 1950: Die Glasmenagerie (The Glass Menagerie)
- 1951: Überfall am Raton-Paß (Raton Pass)
- 1951: Romanze mit Hindernissen (On Moonlight Bay)
- 1951: Die Teufelsbrigade (Distant Drums)
- 1951: Lightning Strikes Twice
- 1952: Der König der Wildnis (The Lion and the Horse)
- 1952: Feuerschutz für Stoßtrupp Berta (Retreat, Hell!)
- 1953: Der Rebell von Kalifornien (The Man Behind the Gun)
- 1953: Ärger auf der ganzen Linie (Trouble Along the Way)
- 1953: Jeff
- 1954: Das blonde Glück (Lucky Me)
- 1954: Ritter der Prärie (The Bounty Hunter)
- 1954: Jenseits von Eden
- 1955: Man soll nicht mit der Liebe spielen (Young at Heart)
- 1955: Urlaub bis zum Wecken (Battle Cry)
- 1955: Der Seefuchs
- 1955: … denn sie wissen nicht, was sie tun
- 1955: Schakale der Unterwelt (Illegal)
- 1956: Serenade
- 1956: Our Miss Brooks
- 1957: Charmant und süß – aber ein Biest (Top Secret Affair)
- 1957: Weint um die Verdammten (Band of Angels)
- 1958: Durchbruch bei Morgenrot (The Deep Six)
- 1959: Geheimkommando (Up Periscope)
- 1959: Man nannte ihn Kelly
- 1964: Das Testament des Magiers (Two on a Guillotine)